# Liste des monts sous-marins de l'océan Pacifique
En raison de l'intense activité volcanique et tectonique de cette partie du monde, une part significative des monts sous-marins connus dans le monde sont situés dans l'océan Pacifique, souvent isolés, parfois groupés comme les monts sous-marins de la mer des Célèbes, ou la chaine montagneuse dite de Cobb-Eickelberg (Seamount chain). De nouveaux monts sont régulièrement découverts, et la plupart n'ont pas été explorés.
La plupart de ces monts sont d'anciens volcans sous-marins. Certains sont encore actifs.  

## Liste des principaux monts sous-marins

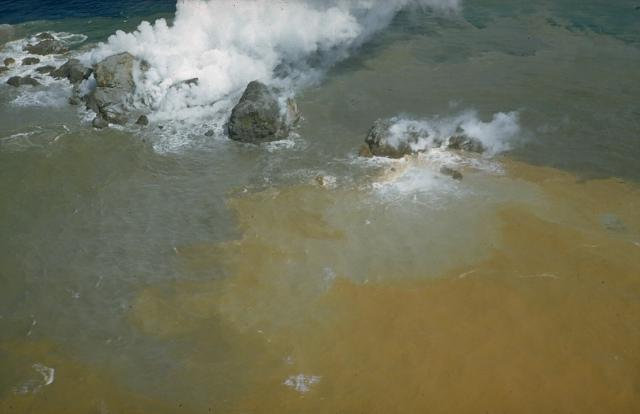
Panaches de vapeur, et blocs de lave, apparus à la surface de l'eau, au sommet du dôme du Myojin-sho lors de l'éruption sous-marine du volcan Bayonnaise Rocks en 1952 (Îles Bonin, Japon).

Formation d'un atoll sur le dôme effondré d'un mont sous-marin.

### A
- Mont sous-marin Abbott (en) ou Abbott Seamount pour les anglophones
- Mont Adams ou Adams Seamount pour les anglophones

[haut de page]

### B
- Mont sous-marin des Bollons ou Bollons Seamount pour les anglophones
- Mont sous-marin Bowie ou Bowie Seamount pour les anglophones

[haut de page]

### C
- Récif Carondelet (en) ou Carondelet Reef pour les anglophones
- Mont sous-marin Chelan (en) ou Chelan Seamount pour les anglophones
- Cobb-Eickelberg Seamount chain
- Colahan Seamount
- Cordell Bank National Marine Sanctuary (aire marine protégée)
- Cross Seamount

[haut de page]

### D
- Mont Daiichi-Kashima
- Daikakuji Guyot ou Daikakuji Seamount
- Davidson Seamount ou mont Davidson
- Dellwood Seamounts
- Denson Seamount
- Detroit Seamount

[haut de page]

### E
- Eastern Gemini Seamount
- Explorer Seamount

[haut de page]

### F
- Ferrel Seamount
- Filippo Reef
- Foundation Seamounts

[haut de page]

### G
- Graham Seamount
- Graveyard Seamounts
- Guide Seamount
- Gumdrop Seamount

[haut de page]

### H
- Hancock Seamount
- Chaîne sous-marine Hawaï-Empereur
- Heck Seamount
- Hodgkins Seamount

[haut de page]

### J
- Jasper Seamount
- Jingu Seamount

[haut de page]

### K
- Kamaʻehuakanaloa, le plus jeune des volcans sous-marin du point chaud d'Hawaï, à environ trente kilomètres au sud-est de l'île d'Hawaï.
- Kammu Seamount
- Kavachi ou Kovachi ou Rejo te Kavachi (volcan très actif et affleurant la surface)
- Kimmei Seamount
- Kodiak Seamount
- Kodiak–Bowie Seamount chain
- Koko Guyot

[haut de page]

### L
- Louisville seamount chain

[haut de page]

### M
- Marisla Seamount
- Meiji Seamount
- Moai (seamount)
- Monowai ou Orion, volcan néozélandais, situé dans les îles Kermadec. Il est en fait composé de plusieurs cônes volcaniques disposés autour d'une caldeira.
- Myōjin-shō, volcan actif, subaffleurant, situé au Japon.

[haut de page]

### N
- Nintoku Seamount

[haut de page]

### O
- Ojin Seamount ou Ojin Guyot (Guyot) de l'archipel sous-marin d'Hawaï
- Osbourn Seamount (élément de la chaine sous-marine Louisville seamount chain)
- Oshawa Seamount, situé au large des îles Haida Gwaii (Canada)

[haut de page]

### P
- Pactolus Bank
- Panov Seamount
- Peirce Seamount
- Pioneer Seamount
- President Jackson Seamounts
- Pukao (seamount)

[haut de page]

### Q
[haut de page]

### R
- Rivadeneyra Shoal
- Rodriguez Seamount
- Rosa Seamount

[haut de page]

### S
- Schmieder Bank
- Seminole Seamount
- Siletz River Volcanics
- South Chamorro Seamount
- Stirni Seamount
- Suiko Seamount
- Suiyo Seamount
- Supply Reef

[haut de page]

### T
- Taney Seamounts
- Teahitia
- Three Wise Men (volcanoes)
- Tucker Seamount
- Tuzo Wilson Seamounts

[haut de page]

### U
- Union Seamount

[haut de page]

### V
- Vailulu'u
- Vance Seamounts

[haut de page]

### W
- Winslow Reef, Phoenix Islands

[haut de page]

### Y
- Yomei Seamount
- Yuryaku Seamount

[haut de page]

### Z
[haut de page]